# Gemma Whelan
Gemma Elizabeth Whelan (ur. 23 kwietnia 1981 w Leeds) – brytyjska aktorka telewizyjna i filmowa, a także komik.
Kształciła się m.in. w teatrze muzycznym w zakresie śpiewu (jako mezzosopran). Zajęła się również tańcem w ramach profesjonalnej żeńskiej londyńskiej grupy tanecznej The Beaux Belles. Jako komik specjalizowała się w formie artystycznej typu stand-up. W 2010 została wyróżniona branżową nagrodą Funny Women Variety Award. Wystąpiła w epizodycznych rolach w kilku filmach, m.in. w Podróżach Guliwera i Wilkołaku. Została także aktorką telewizyjną, w 2012 dołączyła do obsady Gry o tron, wcielając się w postać Yary Greyjoy.

## Wybrana filmografia
- 2009: 10 Minute Tales (serial TV)
- 2010: Podróże Guliwera
- 2010: The Persuasionists (serial TV)
- 2010: Wilkołak
- 2011: Threesome (serial TV)
- 2012: Gra o tron (serial TV)
- 2012: Ruddy Hell! It's Harry and Paul (serial TV)
- 2014: Badults (serial TV)
- 2014: Mapp and Lucia (miniserial)
- 2014: Siblings (serial TV)
- 2016: Hetty Feather (serial TV)
- 2016: Upstart Crow (serial TV)[1]
- 2017: The End of the F***ing World (serial TV)